# 1879年7月19日日食
1879年7月19日日食为一次在协调世界时1879年7月19日出現的日環食。該次日食食分為0.9942，食甚維持0分39秒。

## 概述
這次日食的食分是0.9942，維持0分39秒。

## 基本參數
- 類型：
- 食甚資料：
  - 日期：1879年7月19日
  - 時間：9時4分32秒
  - 地點：13N 43E
  - 食分：0.9942
  - 持續時間：0分39秒

## 外部連結
- NASA日食專頁（页面存档备份，存于）（英文）